# Clara Janés
Clara Janés Nadal (Barcelona, Barcelonès, 6 de novembre de 1940) és una traductora, assagista i poeta catalana, que escriu en llengua castellana, i membre de la Reial Acadèmia Espanyola.

## Biografia
És filla de l'editor Josep Janés. Estudià a la Universitat de Barcelona, es llicencià en Filosofia i Lletres a la de Pamplona i feu estudis de Literatura Comparada a la Sorbona (París) i és Maître des lettres per la Universidad de París IV Sorbona, en literatura comparada.
És coneguda i s'ha consolidat sobretot en la creació com a poeta, on destaca pel tractament de la temàtica amorosa i per fórmules de superació del realisme; i també com a traductora. El 1997 va rebre el Premi Nacional a l'Obra d'un traductor, per les seves traduccions d'autors centreeuropeus i orientals. Ha cultivat altres gèneres com la biografia, el teatre, la narrativa, l'assaig o la crítica literària. En la seva tasca com a traductora destaquen particularment les seves traduccions de la llengua txeca, que va aprendre per poder traduir l'obra poètica de Vladimir Holan i Jaroslav Seifert. La seva poesia ha estat traduïda a vint idiomes.
El 7 de maig de 2015 Clara Janés fou escollida nova membre de la Reial Acadèmia Espanyola, passant a ocupar la butaca «U», que havia deixat vacant el 2013 el professor Eduardo García de Enterría, i es convertia en la desena dona escollida membre de la RAE.

## Obres
- Isla del suicidio. Poesia.
- Las estrellas vencidas, 1964. Poesia.
- La noche de Abel Micheli, 1965. Novel·la.
- Desintegración, 1969. Novel·la.
- La vida callada de Federico Mompou, 1972. Biografia.
- Tentativa de encuentro y tentativa de olvido, 1972.
- Límite humano, 1973. Poesia.
- Aprender a envejecer, 1973. assaig.
- Poemas Rumanos, 1973. Poesia.
- En busca de Cordelia y Poemas rumanos, 1975. Poesia.
- Cartas a Adriana, 1976. Novel·la.
- Antología personal (1959-1979)., 1979. Poesia.
- Libro de alienaciones, 1980. Poesia.
- Sendas de Rumanía, 1981. Novel·la.
- Eros, 1981. Poesia.
- Pureza canelo, 1981. Biografia.
- Tentativa de olvido, 1982. Cuentos.
- Roig, Montserrat. Before the civil war, 1982. Cuentos.
- Pessarrodona, Marta. La búsqueda de Elizabeth, 1982. Cuentos.
- Vivir, 1983. Poesia.
- Fósiles, 1985. Poesia.
- Kampa: Poesia, música y voz, 1986. Poesia.
- Las primeras poetisas en lengua castellana, 1986. Poesia.
- Federico Mompou: vida, textos y documentos, 1987. assaig.
- Lapidario, 1988. Poesia.
- Creciente fértil, 1989. Poesia.
- Los caballos del sueño, 1989. Novel·la.
- Jardín y laberinto, 1990. Biografia.
- Esbozos, 1990. Poesia.
- El hombre de Adén, 1991. Novel·la.
- Emblemas, 1991. Poesia.
- Espejismos, 1991. Novel·la.
- Ver el fuego, 1993. Poesia.
- Las palabras de la tribu: escritura y habla, 1993. assaig.
- Rosas de fuego, 1996. Poesia.
- Cirlot, el no mundo y la Poesia imaginal, 1996. assaig.
- Diván del ópalo de fuego, 1996. Poesia.
- Espejos de agua, 1997. Cuentos.
- El persa. Cuento. Cuentos.
- Arcángel de sombra, 2000. Poesia
- Los secretos del bosque, Visor, 2002, Poesia
- La voz de Ofelia, Siruela, 2005, autobiografia
- Poesia erótica y amorosa, Vaso Roto Ediciones, 2010. http://www.vasoroto.com/?lg=mx&id=24&lid=37
- Vilanos, 2004. Poesia
- Huellas sobre una corteza 2004, Cuadernos del Mediterráneo, Ediciones El Toro de Barro. Poesia
- El espejo de la noche, centenario de Vladimir Holan, 2005. assaig
- Brancusi, 2005. Poesia
- Espacios traslúcidos, 2007. Poesia
- La indetenible quietud. En torno a Eduardo Chillida, 2008. Editorial Siruela. Poesia
- Las voces acalladas de las mujeres. www.adamaramada.org Colección: Pliegos adamar, 2008.
- Río hacia la nada, 2010, Plaza-Janés. Poesia. XIV Premio Internacional de Poesia Ciudad de Torrevieja
- Variables ocultas, Vaso Roto Ediciones, 2010, Poesia. http://www.vasoroto.com/?lg=mx&id=24&lid=45
- Peregrinaje, Editorial Salto de página, 2011, Poesia.
- De la realidad y la Poesia. Tres conversaciones y un poema. Con Antonio Gamoneda i Mohsen Emadí, Vaso Roto Ediciones, 2010. http://www.vasoroto.com/?lg=mx&id=4&cid=5&lid=61
- Las estrellas vencidas, Editorial Huerga @ Fierro, 2011, Poesia.
- Movimientos Insomnes, I Premio de Poesia Experimental Francisco Pino, 2011.
- La vida callada de Federico Mompou, Vaso Roto Ediciones, 2012. http://www.vasoroto.com/?lg=mx&id=24&lid=66
- Orbes del sueño, Vaso Roto Ediciones, 2013. http://www.vasoroto.com/?lg=mx&id=24&lid=97

## Premis i reconeixements[5]
- 1983 Premi Ciudad de Barcelona, per Vivir
- 1988 Premio Ciudad de Melilla, per Arcángel de sombra
- 1997 Premio Nacional de Traducción
- 2002 Premio Jaime Gil de Biedma, per Los secretos del bosque
- 2005 Medalla de Oro del Mérito en las Bellas Artes